# Awie
Awie (nombre verdadero: Ahmad Othman bin Azhar, nacido el 24 de noviembre de 1968) es un cantante de rock y actor malayo.

## Biografía
Awie nació bajo el nombre de Ahmad Bin Othman Azhar, el 24 de noviembre de 1968 en Kampung Datuk Keramat, Kuala Lumpur. Es hijo de Othman bin Maarof y Azizah bte Abdul Hamid. Tiene tres hermanas (una fallecida) y dos hermanos (uno fallecido). Awie ha sufrido una hipotricosis crónica durante sus años de infancia.

## Filmografía
- Pemburu Bayang (1992)
- Sembilu (1994)
- Sembilu II (1995)
- Tragedi Oktober (1996)
- Merah (1997)
- Maria Mariana II (1998)
- Nafas Cinta (1999)
- Bara (1999)
- Getaran (2001)
- Iskandar (2003)
- Baik Punya Cilok (2005)
- Diva Popular( 2006)
- Zombie Kampung Pisang (2007)
- Sumolah (2007)
- Cuci (2008)
- Duyung (2008)
- Antoo Fighter (2008)

## Canciones
- Tragedi Oktober
- Nur Nilam Sari
- Di Medan Ini
- Iris
- Baik Punya Cilok
- Tiada Rahsia Antara Kita
- Di Ambang Wati
- Dipenjara Janji
- Terima Kasih
- sejati